# Robert Smith, 3. Baronet
Sir Robert Hill Smith, 3. Baronet (* 15. April 1958) ist ein schottischer Politiker.

## Leben
Smith wurde 1958 als erstes Kind des Juristen Sir Gordon Smith, 2. Baronet und dessen Ehefrau Diana geboren. Er besuchte die Merchant Taylors’ School sowie die Universität Aberdeen. Mit dem Tod seines Vaters 1983 erbte Smith dessen Adelstitel als 3. Baronet, of Crowmallie in the County of Aberdeen. Am 13. August 1993 ehelichte er Fiona Anne Cormack. Aus der Ehe gingen drei Kinder hervor, Elizabeth, Helen (* 1994) und Kirsty (* 1997).

## Politischer Werdegang
Erstmals trat Smith bei den Unterhauswahlen 1987 zu Wahlen auf nationaler Ebene an. Für die SDP kandidierte er im Wahlkreis Aberdeen North. Smith unterlag jedoch dem Labour-Kandidaten Robert Hughes. Mit der Fusion der SDP mit der Liberal Party zu den Liberal Democrats wurde Smith Mitglied dieser Partei. 
Zu den Unterhauswahlen 1997 bewarb sich Smith um das Mandat des im Zuge der Wahlkreisreform neugeschaffenen Wahlkreises West Aberdeenshire and Kincardine. Mit 41,1 % erhielt er den höchsten Stimmenanteil und zog in der Folge erstmals in das britische Unterhaus ein. Bei den folgenden Wahlen 2001, 2005 und 2010 hielt Smith sein Mandat. Nach massiven Stimmverlusten bei den Unterhauswahlen 2015 schied Smith als Drittplatzierter hinter dem SNP-Kandidaten Stuart Donaldson sowie dem Konservativen Alexander Burnett aus dem House of Commons aus.